# Thors Tårn (skulptur)
 For alternative betydninger, se Thors Tårn. (Se også artikler, som begynder med Thors Tårn)
Thors Tårn er en skulptur af Bjørn Nørgaard fra 1986. Skulpturen (eller tårnet i daglig tale) er 26,5 m høj og Nordens højeste skulptur. Tårnet har en diameter på ca. 6,5 m og står på et pælepiloteret pladefundament med en diameter på 8,5 m. Det står i rundkørslen umiddelbart syd for busterminalen ved Høje Taastrup Station.
Tårnet er fremstillet af mange forskellige materialer, deriblandt 20.000 glaserede teglsten. Der er også granitfigurer i legemsstørrelse, udsmykning i grå og hvid beton, forskellige metaller og farvet glas. Indersiden er udsmykket i frescoteknik kombineret med polycromteknik. Desuden er der et tyndt blåt neonrør snoet omkring den metalbeklædte midtersøjle. Det er tændt om natten, hvor også kuglen på toppen er belyst indefra.
Skulpturen er skabt med inspiration fra den nordiske mytologi. Tårnet markerer områdets historie og stednavnet Taastrups betydning, som antyder, at der engang har ligget et kultsted her med relation til guden Thor (Taastrup = Thors Mark). De forskellige elementer i tårnet repræsenterer forskellige tiders byggeskik, mens hovedfigurerne er frugtbarhedssymboler. Tårnet "bæres" af seks granitfigurer: tre karyatider og tre atlanter. På toppen sidder tre dyrefigurer, en abe, en hund/ulv og en fugl. 
Indvendig er overfladerne dekoreret med malede figurer med et varierende antal ekstra kropsdele.
Skulpturen har gennemgået en større renovering i 2000, hvorunder de oprindelige, men frostsprængte glaserede teglsten blev erstattet med mere bestandige.
Kuplen på toppen brændte d. 24. april 2012 formentlig pga. en elektrisk fejl (IMG_0192.MOV – YouTube).
55°38′51.76″N 12°16′11.86″Ø / 55.6477111°N 12.2699611°Ø